# Ataque a la Universidad de Garissa
El ataque a la Universidad de Garissa ocurrió el 2 de abril de 2015 en Kenia, dejando como saldo 147 personas muertas, incluidos los 4 terroristas que participaron en la masacre. Los atacantes yihadistas, militantes de la organización de la juventud combatiente Al-Shabbaab, irrumpieron en el campus con armas de gran calibre, tomando como rehenes a múltiples estudiantes y profesores alegando que la institución estaba en un espacio colonizado por no musulmanes. Los terroristas liberaron progresivamente a estudiantes y personal musulmán, pero asesinaron a los cristianos mediante disparos y decapitación. Se trata del mayor ataque islamista ocurrido en Kenia.

## Antecedentes
El 22 de noviembre de 2014, miembros de Al-Shabbaab habían asesinado a 28 de los pasajeros de un autobús en la localidad de Mandera: aquellos que no sabían recitar versos del sagrado Corán. En septiembre de 2013, había tenido lugar la mayor masacre hasta la fecha, el tiroteo y secuestro en el centro comercial Westgate, con 71 muertos. Desde abril de 2013, Al Shabab ha asesinado a alrededor de 400 personas en Kenia.

## Hechos
El ataque comenzó alrededor de las 05:30 hora local, lo que provocó un tiroteo entre los militantes de la organización terrorista y los policías que custodiaban el campus. Dos guardias fueron asesinados en la entrada principal. Los tiradores se encerraron en el bloque de administración y más tarde irrumpieron en las habitaciones donde dormían los estudiantes. 20 universitarios fueron rescatados por los soldados, incluyendo a Collins Wetangula, quien relató la presencia de al menos cinco hombres armados y enmascarados, los cuales asesinaban a los cristianos de inmediato. Michael Bwana, otro estudiante que huyó, dijo que la mayoría de las personas que seguían en el interior eran niñas. Una sospechosa fue detenida mientras huía de la zona.
Policías y soldados rodearon y acordonaron la universidad para ahuyentar a los hombres armados. Tan solo días antes, se emitió un boletín alertando a los centros educativos de que era muy probable un ataque armado contra esos lugares. El Ministro del Interior y el jefe de operaciones del Centro de Desastres de Kenia informaron que tres de las cuatro residencias fueron evacuadas. Grace Kai, una estudiante de una universidad cercana, dijo que «los extranjeros habían sido vistos en la ciudad de Garissa y sospecharon que eran terroristas», entonces «el lunes [30 de marzo de 2015] nuestro director de la universidad nos dijo... que los extranjeros habían sido vistos en nuestra universidad», mientras que el martes el colegio cerró y envió a sus estudiantes a casa, pero la universidad que permaneció abierta fue atacada.
Los pistoleros fueron asociados con Al-Shabbaab, un grupo terrorista de Somalia que tiene vínculos con Al Qaeda. Su motivación, según declararon, era que la universidad era una tierra musulmana «colonizada por los no musulmanes». Un portavoz de Al Shabaab indicó que el objetivo del ataque era matar a los que estaban en contra del grupo, y afirmaron que los insurgentes habían liberado a todos los musulmanes, mientras que celebró el asesinato y secuestro de los cristianos. La fuerza de defensa de Kenia y otras agencias de seguridad de Garissa fueron desplegadas. El gobierno de Kenia identificó a Mohamed Mohamud Kuno, conocido como Dulyadin, como el actor intelectual del ataque. Kuno era profesor de esa universidad.

## Respuesta
En respuesta a la masacre, la aviación militar keniana, bombardeó los campos de entrenamiento de Al-Shabbaab en Gondodowe e Ismail, situados en la Región de Gedo, al suroeste de Somalia.